# Esquinson
Der Esquinson ist ein kleiner Fluss in Frankreich, der im Département Gers in der Region Okzitanien verläuft. Er entspringt an der Gemeindegrenze von Sauveterre und Gaujac, entwässert generell Richtung Nordost und mündet nach rund 14 Kilometern an der Gemeindegrenze von Noilhan und Samatan als linker Nebenfluss in die Save. 

## Orte am Fluss
(Reihenfolge in Fließrichtung)
- Le Delas, Gemeinde Sauveterre
- Gaujac
- Montamat
- L’Escoulière, Gemeinde Saint-Soulan
- Le Lac, Gemeinde Samatan
- Le Grapinon, Gemeinde Bézéril
- L’Alliguée, Gemeinde Samatan
- Bouaret, Gemeinde Noilhan
- La Mouniche, Gemeinde Noilhan
- Paste, Gemeinde Samatan